# Piemonti nyelv
A piemonti nyelv (saját elnevezése Piemontèis, kódja ISO 639-3 pms) 1981 óta kisebbségi nyelvként elismert, valamint az UNESCO veszélyeztetett nyelvként tartja számon. A piemonti egy nyugati újlatin nyelv, amely az Észak-Olaszországban beszélt galloitáliai nyelvek csoportjához tartozik. Egyes kutatók szerint a piemonti átmenetet képez a galloitáliai és galloromán nyelvek között.  A magánhangzók és mássalhangzók gazdagsága, a morfológiai és lexikai jellegzetességei egyértelműen megkülönböztetik az olasztól.
Ferenc pápa anyanyelvének vallotta a piemontit.
A regionális vagy kisebbségi nyelvek európai kartája 1. cikke – mely szerint „a regionális vagy kisebbségi nyelvek kifejezés alatt azon nyelvek értendők, amelyeket valamely állam olyan polgárai hagyományosan használnak, akik az állam fennmaradó népességénél számszerűen kisebb csoportot alkotnak, és amelyek különböznek ezen állam hivatalos nyelvétől/nyelveitől, azonban ez nem foglalja magába sem az állam hivatalos nyelvének/nyelveinek dialektusait, sem a bevándorlók nyelveit” – értelmezésében a piemonti regionális nyelvnek tekintendő.
A piemonti nyelv újlatin eredetű, a latinból alakult ki, és Piemont római okkupációjakor kelta-ligur hatások érték, majd később szókincsére elsősorban az olasz, a francia, a frankoprovanszál, az okcitán, a német, valamint kisebb mértékben az arab és a spanyol hatott.
A piemonti írásbeliség a 12. század óta létezik, de fejlődésének csúcspontját az 1800-as években élte, amikor regények, tragédiák, és epikus művek is születtek piemontiul.
A piemonti nyelvnek három dialektusát különböztetjük meg:
- nyugati piemonti
- keleti piemonti
- canavese

A tartományvezetés komoly erőfeszítéseket tett arra, hogy a 2006-os torinói téli olimpián hivatalosan használt nyelv lehessen a piemonti, de nem jártak sikerrel.

## Eltérések az olasz nyelvtől
A piemonti nyelvben a latin nyelv jóval nagyobb fokú alterációját vehetjük észre, mint az olaszban. Megállapítható, hogy a piemonti szavak rövidebbek (pl. piemontiul fnoj, maslè, plè, taiè, ami olaszul finocchio, macellaio, pelare, tagliare, amely szavak latin eredetijei a fenuculum, camellarius, pilare, taliare). A piemontiban kilenc magánhangzó van (i o e/é è u eu ë a ò), ezek közül háromnak nincs megfelelője az olasz nyelvben. Bizonyos szavak, amelyek az olaszban hímneműek, a piemontiban nőneműek: la fior (il fiore), la sal (il sale), la mel (il miele) stb.  A hímnemű főneveknek a piemontiban nincs többes számú alakjuk, kivéve azokat, amelyek -l mássalhangzóval végződnek. Az r hang kiejtése franciás raccsolás, az ottaniak az olaszt is jellemzően így beszélik.

## Fordítás
- Ez a szócikk részben vagy egészben  a   Lingua piemontese című olasz Wikipédia-szócikk ezen változatának fordításán alapul.  Az eredeti cikk szerkesztőit annak laptörténete sorolja fel. Ez a jelzés csupán a megfogalmazás eredetét és a szerzői jogokat jelzi, nem szolgál a cikkben szereplő információk forrásmegjelöléseként.